# 三井大橋
三井大橋（日语：／）是日本神奈川縣相模原市綠區的一座公路桥梁，为主跨130米的下承式拱桥，承载神奈川県道513号鳥屋川尻線跨过相模川，1964年10月建成通车。